# Круков (Передняя Померания)
Круков (нем. Krukow) — коммуна в Германии, в земле Мекленбург-Передняя Померания.
Входит в состав района Мюриц. Подчиняется управлению Пенцлинер Ланд. Население составляет 180 человек (на 31 декабря 2010 года). Занимает площадь 7,13 км². Официальный код — 13 0 56 033. Телефонный код +49 3962